# Tanycarpa stribog
Tanycarpa stribog är en stekelart som beskrevs av Sergey A. Belokobylskij 1998. Tanycarpa stribog ingår i släktet Tanycarpa och familjen bracksteklar. Inga underarter finns listade i Catalogue of Life.